# سنگ‌نوشته درگاه کاخ تچر
سنگ‌نوشته درگاه کاخ تچر در تخت جمشید، بالای نقش داریوش بزرگ، درب ورودی کاخ تچر (بالای هر دو بدنه جرزگاه‌های درگاه، بین ایوان و تالار مرکزی) واقع شده‌است. این کتیبه به سه زبان میخی پارسی باستان، خط میخی ایلامی، میخی بابلی نقر شده‌است که هر زبان دارای ۶ سطر است. نوع چیدمان خط‌ها به این صورت است که در هر مورد متن پارسی باستان نزدیک به لبه جنوبی جرز (یعنی نزدیک‌ترین نقطه به ایوان) سپس متن ایلامی در وسط و بعد از آن متن بابلی حک شده‌است. موضوع کتیبه معرفی داریوش بزرگ و ساخت کاخ تچر است. این کتیبه به امر داریوش بزرگ ثبت شده‌است.

## ترجمه
داریوش شاه بزرگ، شاه شاهان، شاه کشورها، پسر ویشتاسب هخامنشی که این تچر را ساخت.